# Мурашов, Сергей Олегович
Сергей Олегович Мурашов (род. 1 апреля 2004, Ярославль) — российский хоккеист, вратарь. Мастер спорта России (2023).

## Биография
Воспитанник ярославского «Локомотива». В сезоне 2020/21 играл за команду НМХЛ «Локо-Юниор» и начал выступать за команду МХЛ «Локо». В следующем сезоне выступал за команду «Локо-76» (перешедшую в МХЛ «Локо-Юниор»). 19 декабря 2022 года в домашнем матче против «Сочи» (2:1) дебютировал в КХЛ.
На драфте НХЛ 2022 года был выбран в 4-м раунде под общим 118-м номером клубом «Питтсбург Пингвинз».
Бронзовый призёр МХЛ (2023), обладатель Кубка регионов (2021), победитель Кубка Глинки-Гретцки (2021), победитель хоккейного турнира зимних юношеских Олимпийских игр 2020 года.
31 июля 2024 года подписал трехлетний контракт новичка с клубом «Питтсбург Пингвинз».